# Селезнёвы
Селезнёвы —  русский дворянский род, из Новгородских бояр.
При подаче документов (1686) для внесения рода в Бархатную книгу, была предоставлена родословная роспись Селезнёвых.
Определениями Герольдии (26 августа 1826), Правительствующего Сената (28 сентября 1859) и (4 февраля 1870), род Селезнёвых утверждён в древнем дворянском достоинстве, со внесением в VI-ю часть дворянской родословной книги Рязанской губернии.

## Происхождение и история рода
По переписи в новгородской земле (1500) частью села Пилолой владели бояре Селезнёвы.
Предок рода Селезнёвых, Фёдор Семёнов, по списку (1685) написан по городу Юрьеву-Польскому и имел за собой жалованного поместного оклада 700 четвертей. Потомки его, владея наследственно предковским имением, а также и приобретёнными, служили Российскому Престолу в военной и гражданской службе.

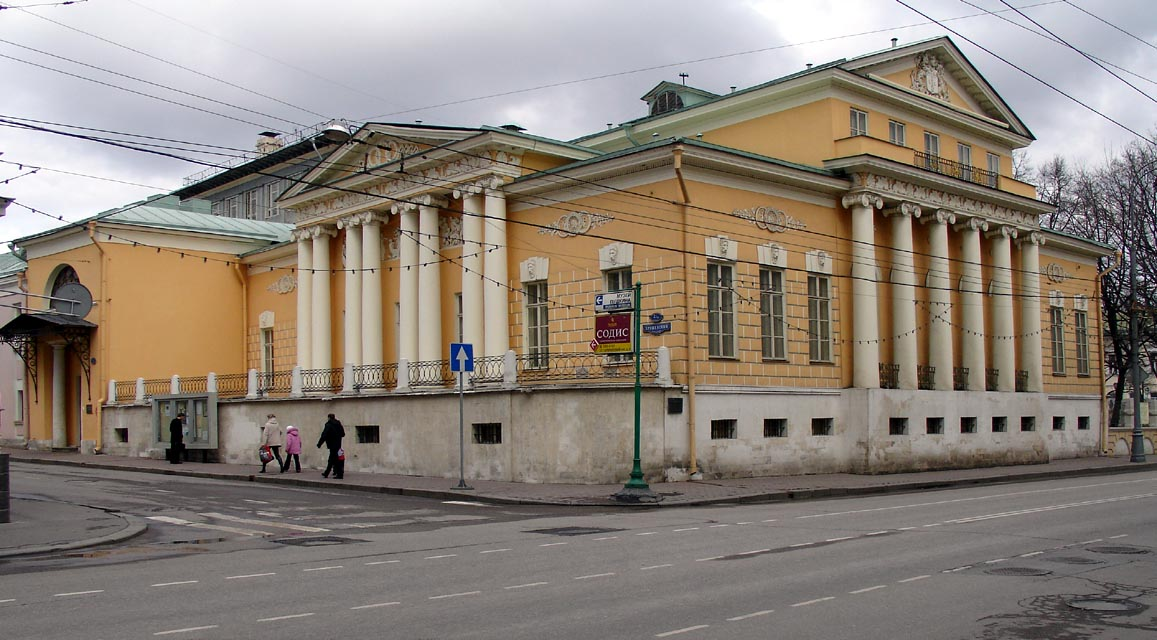
Усадьба Хрущёвых-Селезнёвых на Пречистенке.

## Описание герба
В червлёном щите с лазоревой главою золотая стрела вниз, под которой серебряный полумесяц, обращённый вверх, а по бокам стрелы по золотой шестиугольной звезде (изм. польский герб Гарчинский). В главе щита горизонтально в ряд три золотые шестиугольные звезды (польский герб Гвязды).
Щит увенчан дворянским коронованным шлемом. Нашлемник: рука в золотых латах с золотым мечом вытянута вверх. Намёт: справа — червлёный с золотом; слева — лазоревый с золотом. Щитодержатели: два золотых льва с головами, повёрнутыми назад, с червлёными глазами и языками.
Копия с Высочайше утверждённого герба выдана  (2 июля 1879) происшедшему из сего рода отставному штабс-капитану Дмитрию Степанову Селезнёву.
Герб Селезнёва внесён в Часть 13 Общего гербовника дворянских родов Всероссийской империи, стр. 36.